# Южен кафяв бандикут
Южният кафяв бандикут (Isoodon obesulus) е вид бозайник от семейство Бандикути (Peramelidae).

## Разпространение и местообитание
Разпространен е в Австралия.